# Corpo cavernoso
Il corpo cavernoso è una regione interna del pene di tessuto erettile con una struttura spugnosa che contiene il sangue durante l'erezione.
Nel clitoride femminile si trovano strutture analoghe.

## Descrizione
I corpi cavernosi e il corpo spugnoso (conosciuto anche come corpo cavernoso dell'uretra) sono tre regioni di tessuto spugnoso erettile che si estendono nella lunghezza del pene e si riempiono di sangue durante l'erezione. I due corpi cavernosi si trovano ai lati dell'asse del pene e si estendono dalle ossa del pube fino alla testa del pene, dove si uniscono. Queste formazioni sono fatte di un tessuto spugnoso contenente spazi riempiti di sangue rivestiti di endotelio e separati da setti di tessuto connettivo. Il corpo spugnoso è una regione più piccola nella parte apicale del pene che contiene l'uretra e forma il glande.
In alcune circostanze il rilascio di ossido nitrico precede il rilassamento dei muscoli nei corpi cavernosi e nel corpo spugnoso. Il tessuto spugnoso si riempie di sangue, dalle arterie che scorrono nella lunghezza del pene. Un po' di sangue entra anche nel corpo spugnoso, mentre il rimanente riempie i corpi cavernosi che si espandono e trattengono al loro interno il 90% del sangue coinvolto nell'erezione, aumentando sia in lunghezza sia in diametro. La funzione del corpo spugnoso è di prevenire la compressione dell'uretra durante l'erezione.
Il sangue può lasciare il tessuto erettile solo attraverso un sistema di drenaggio di vene attorno al muro esterno dei corpi cavernosi. L'espansione del tessuto spugnoso comprime queste vene contro la tunica albuginea, un tessuto denso, impedendo al sangue di defluire e facendo irrigidire il pene. Il glande, cioè la parte apicale del corpo spugnoso, rimane più malleabile durante l'erezione perché la sua tunica albuginea è molto più sottile.